# Bahai-Wallfahrt

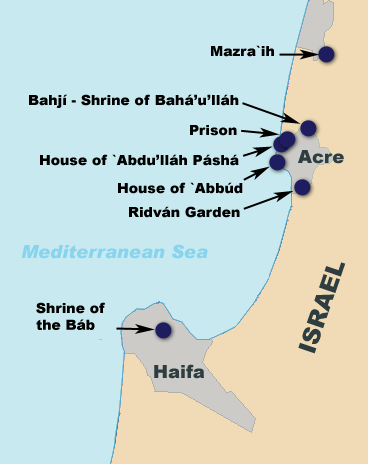
Pilgerziele bei der Bahai-Wallfahrt in Israel

Bei der Bahai-Wallfahrt pilgern Bahai für neun Tage zu den geschichtsträchtigen Stätten der Bahai-Religion im Bahai-Weltzentrum in Israel. Im Kitab-i-Aqdas bestimmt Baha’u’llah, der Religionsstifter des Bahaitums, das Haus Baha’u’llahs in Bagdad und das Haus des Bab in Schiraz zu Pilgerzielen. Später fügte Abdu’l Baha den Schrein des Bab in Haifa zu den Pilgerzielen hinzu. Shoghi Effendi ergänzte den Schrein Baha’u’llahs in Bahji bei Akkon, der die Gebetsrichtung (Qiblih) für das Pflicht- und das Totengebet darstellt. Derzeit ist die Pilgerfahrt zum Haus Baha’u’llahs im Irak aufgrund weiterer Unsicherheiten nach dem Irakkrieg und zum Haus des Bab wegen der Verfolgung der Bahai im Iran nicht möglich. Daher pilgern Bahai zum Weltzentrum, dessen Gebäude sich in Haifa und Akkon in Israel befinden.